# Henryk Piecuch
Henryk Piecuch (ur. 4 grudnia 1939) – polski pisarz, emerytowany pułkownik Wojsk Ochrony Pogranicza.

## Życiorys
Należał do Wojsk Ochrony Pogranicza, na emeryturę odszedł w stopniu pułkownika. Wraz z Jerzym Bronisławskim, Janem Litanem, Marianem Reniakiem i Marianem Cimoszewiczem należy do grupy autorów serii „Labirynt”, skupiającej pracowników Ministerstwa Spraw Wewnętrznych, Wojsk Ochrony Pogranicza, wywiadu lub kontrwywiadu wojskowego, którzy zajmowali się literaturą jeszcze w służbie czynnej lub po przejściu w stan spoczynku. Stał się znany dzięki napisaniu wywiadu-rzeki Siedem rozmów z generałem dywizji Władysławem Pożogą. W latach 90. XX wieku napisał serię książek poświęconych działalności służb specjalnych PRL. Swoje książki pisze w pierwszej osobie.
Jego działalność pisarska kilkakrotnie była przedmiotem krytyki. Zdaniem środowisk opozycyjnych wobec władz komunistycznych wywiad z Władysławem Pożogą stanowił dzieło propagandowe, mające na celu przedstawić działalność służb bezpieczeństwa w PRL w korzystniejszym świetle.  Negatywną opinię o twórczości Piecucha wyraził historyk Andrzej Paczkowski, który wypomniał mu mieszanie fragmentów fabularyzowanych z dokumentalnymi, błędy merytoryczne i manipulacje (np. przywoływanie instrukcji Ministerstwa Bezpieczeństwa Publicznego z lat 50. do ilustrowania działań w latach 70. i 80.). Problemy z wiarygodnością książek Piecucha wyraził również literaturoznawca Paweł Kaczyński.

### Proces z członkiniami 1 Samodzielnego Batalionu Kobiecego im. Emilii Plater
W wydanej w 1996 roku książce Akcje specjalne: od Bieruta do Ochaba podaje pochodzącą z lat 70. wypowiedź anonimowej żołnierki 1 Samodzielnego Batalionu Kobiecego im. Emilii Plater (nazywanej w książce „plateranką”, a nie „platerówką” jako powszechnie stosowaną nazwę określającą członkinie Batalionu), zgodnie z którą platerówki pełniły w wojsku rolę kochanek dowódców batalionu. Wypowiedź ta nie została zweryfikowana przez autora. W imieniu platerówek żołnierki Adela Żurawska, Ludwika Bibrowska, Irena Sztachelska i Krystyna Jodkowska wytoczyły Piechuchowi proces o zniesławienie. Ich zdaniem Piecuch miał celowo nazwać żołnierki „platerankami”, by skojarzyć je z markietankami. Oskarżony podczas procesu tłumaczył, że nie podziela opinii anonimowej rozmówczyni, co miał zawrzeć w przypisie. Wydawnictwo poinformowało, że przypis w pierwszym wydaniu Akcji specjalnych nie został wydrukowany przez pomyłkę.
27 lipca 2000 roku Henryk Piecuch został prawomocnie skazany wyrokiem sądem za znieważenie członkiń Samodzielnego Batalionu Kobiecego im. Emilii Plater na karę roku pozbawienia wolności w zawieszeniu na dwa lata, dwa tysiące złotych grzywny i trzy tysiące nawiązki na rzecz Polskiego Czerwonego Krzyża. Ponadto skazany miał przeprosić znieważone na łamach „Rzeczpospolitej”. Wyrok został uprawomocniony 12 czerwca 2001 roku, jednocześnie kara więzienia w zawieszeniu została zmniejszona do sześciu miesięcy.
Informacje o platerówkach zawarte przez Piecucha w Akcjach specjalnych powielili Andrzej Zasieczny w książce Polowanie na pułkownika. Sprawa VI K 394/96. Fakty i mity o 1. Samodzielnym Batalionie Kobiecym im. E. Plater oraz historyk Tadeusz Kisielewski w wydanej w 2014 roku książce Jancarze Berlinga.

## Publikacje

### Książki
- Siedem rozmów z generałem dywizji Władysławem Pożogą. Wyd. Czytelnik, Warszawa, 1987, s. 415. ISBN 83-07-01843-9.
- Szpiegowski duet. Wyd. Spółdzielcze, Warszawa 1987, s. 171. ISBN 83-209-0602-4.
- W smudze śmierci. Wyd. Alma Press, Warszawa 1989, s. 224. ISBN 83-7020-065-6.
- Spotkania z Fejginem. Zza kulis bezpieki. Wyd. Story, Warszawa 1990, s. 169. ISBN 83-85072-09-8.
- Kto zabił? Wyd. Bis, Warszawa 1990, s. 141. Seria: Biblioteka Sensacji „Bis”. ISBN 83-85144-00-5.
- Rozstrzelany grudzień. Wyd. Story, współpr. Reporter, Warszawa 1990, s. 180. ISBN 83-900023-7-X.
- Czas bezprawia. Wyd. Story, Warszawa 1990, s. 191.
- Wojciech Jaruzelski tego nigdy nie powie. Mówi były szef wywiadu i kontrwywiadu, pierwszy zastępca Ministra Spraw Wewnętrznych generał dywizji Władysław Pożoga. Wyd. Agencja Reporter, Warszawa 1992, s. 368. ISBN 83-85189-16-5.
- Byłem gorylem Jaruzelskiego. Mówi szef ochrony Generała. Wyd. Oficyna Wydawnicza Reporter, Warszawa 1993, s. 547. ISBN 83-85189-32-7.
- Bruderszaft z antychrystem. Czas terroryzmu. Wyd. Andrzej Frukacz, Ex libris – Galeria Polskiej Książki, Chicago-Warszawa 2002, s. 305. ISBN 83-88455-70-2.
- V atakuje. 18 minut, które wstrząsnęły Ameryką. Wyd. Andrzej Frukacz, Ex libris – Galeria Polskiej Książki, Chicago-Warszawa 2002, s. 275. ISBN 83-88455-64-8.
- Wojna Boga oraz polsko-irackie wojowanie pod gwiaździstym sztandarem. Co by było, gdyby Amerykanie nie uderzyli. Wyd. Ex libris – Galeria Polskiej Książki, Chicago-Warszawa 2004, s. 216. ISBN 83-89351-17-X.
- Teczki, teczki, teczki. Wyd. Burchard Edition, Warszawa 2005, s. 218. ISBN 83-87654-18-3.
- Dwa strzały. 13.05.1981, 13.12.1981. Wyd. Ex libris Galeria Polskiej Książki, Chicago-Warszawa 2006, s. 237. ISBN 83-89913-39-9.
- Tajna historia mojego życia. Wałęsa i... Kryptonim „Bolek”. Operacje tajnych służb MON i MSW. Agencja Wydawnicza CB, Warszawa 2012, s. 354, ISBN 978-83-7339-087-4.
- Niespokojna granica. Wydarzenia tajemnicze, dziwne, czasem śmieszne w Górach Izerskich w latach 1945–1990, Agencja Wydawnicza CB, Warszawa 2013, s. 204, ISBN 978-83-7339-112-3.
- Rendez-vous z generałem Petelickim. Za kulisami służb specjalnych, Agencja Wydawnicza CB, Warszawa 2013, s. 196, ISBN 978-83-7339-117-8.
- Strzały do Papieża i narodu 13 V 1981 – 13 XII 1981, Agencja Wydawnicza CB, Warszawa 2014, s. 252, ISBN 978-83-7339-121-5.
- Ametystowy Batalion, Z dziejów Batalionu WOP Szklarska Poręba, Agencja Wydawnicza CB, Warszawa 2015, s. 256, ISBN 978-83-7339-142-0.
- Lot nad szpiegowskim gniazdem, Wydawnictwo Nowy Świat, Warszawa 2016, ISBN 978-83-7386-605-8.
- O czym wiedziały tajne służby. Agencja Wydawnicza CB, Warszawa 2016, s. 266, ISBN 978-83-7339-160-4.
- Anatol pułkownik Fejgin. Bandyta, czy ofiara ideologii? Agencja Wydawnicza CB, Warszawa 2021, s. 478. ISBN 978-83-7339-293-9.
- Gwałtowna wymiana ognia i... Moja walka. Opowieść o facecie – notorycznym rebeliancie o sercu jak kolczasta opuncja. Agencja PR, Kraków 2021, s. 1100, ISBN 978-83-66991-01-9.
- Tajne sejfy B. Bieruta i J. Bermana. Urok „dobrej zmiany”, czar „polskiego ładu”. Agencja Wydawnicza CB Andrzej Zasieczny; Warszawa 2022, wydanie I; s. 436; ISBN 978-83-7339-303-5.
- Proces. Kłamstwa, mity, dezinformacje i konfabulacje. Agencja Wydawnicza CB Andrzej Zasieczny, Warszawa 2023 EAN ISBN 978-83-7339-347-9.
- Tłuste koty wymiaru sprawiedliwości i… AGENT PR Wydawnictwo Naukowe, Kraków 2025. Wydanie I, s. 312. ISBN ISBN 978-83-66991-19-4.

### Reportaże
- Halo? Służba graniczna. Wyd. MON, Warszawa 1982, s. 192.
- Starszy szeregowy Tadeusz Wróbel (1927-1950). Wyd. MON, Zarząd Propagandy i Agitacji Głównego Zarządu Politycznego WP, Warszawa 1982, s. 88. Seria: Patroni Jednostek Ludowego Wojska Polskiego.
- Śladem kontrabandy. Wyd. Spółdzielcze, Warszawa 1990, s. 258. ISBN 83-209-0789-6.
- A serca mają z kamienia. Agencja Wydawnicza CB, Warszawa 2019, s. 218. ISBN 978-83-7339-238-0.

### Powieści oparte na faktach
- Portret szpiega. Wyd. MON, Warszawa 1984, s. 303. Seria LABIRYNT. ISBN 83-11-07007-5.
- Czas szpiegów. Wyd. MON, Warszawa 1986, s. 240. Seria LABIRYNT. ISBN 83-11-07273-6.
- Desperat. Wyd. Alma-Press, Warszawa 1987, s. 358. ISBN 83-7020-042-7.
- Tropem szpiegów. Wyd. MON, Warszawa 1988, s. 256. Seria LABIRYNT. ISBN 83-11-07671-5.
- Szpiegowski syndrom. Wyd. Zetpress, Warszawa 1988, s. 200. ISBN 83-85018-01-8.
- Requiem dla szpiega. Wyd. Tesco, Warszawa 1991, s. 243. ISBN 83-85392-05-X.
- Nóż. Requiem dla szpiega. Agencja Wydawnicza CB, Warszawa 2019, s. 400. ISBN 978-83-7339-234-2.
- Bilet do piekła. Agencja Wydawnicza CB, Warszawa 2020, s. 351, ISBN 978-83-7339-266-3.
- Kto zabił? Desperat 2. Wydawca: Agent PR, Kraków 2020, s. 468. ISBN 978-83-64462-53-5.
- Rządzący. Moje boje z empusami i metanolami bezpieki. Agent PR Wydawnictwo Naukowe, Kraków 2023, ss. 436. ISBN 978-83-66991-12-5.

### Seria „Tajna historia Polski”
- Akcje specjalne. Od Bieruta do Ochaba. Wyd. Agencja Wydawnicza CB, Warszawa 1996, s. 532. ISBN 83-86245-10-7.
- Służby specjalne atakują. Od Jaruzelskiego do Kwaśniewskiego. Wyd. Agencja Wydawnicza CB, Warszawa 1996, s. 590. Wyd. I ISBN 83-86245-13-1, Wyd. II ISBN 83-86245-23-9.
- Pożoga. W. Jaruzelski tego nigdy nie powie. Wyd. II, Agencja Wydawnicza CB, Warszawa 1996, s. 479. ISBN 83-86245-09-3.
- Imperium służb specjalnych. Od Gomółki do Kani. Wyd. II, Agencja Wydawnicza CB, Warszawa 1997, s. 592. ISBN 83-86245-16-6.
- Imperium bezpieki. Od Gomółki do Kani. Wyd. Agencja Wydawnicza CB, Warszawa 1997, s. 591. (pirackie wydanie książki „Imperium służb specjalnych” opisane jak oryginał)
- Brudne gry. Ostatnie akcje służb specjalnych. Wyd. Agencja Wydawnicza CB, Warszawa 1998, s. 463. ISBN 83-86245-40-9.
- Bruderszaft ze śmiercią. Kto zabił? Wyd. Agencja Wydawnicza CB, Warszawa 1999, s. 336. ISBN 83-86245-41-7.
- Skarb III Rzeszy. Ruscy Polacy atakują. Wyd. Agencja Wydawnicza CB, Warszawa 1999, s. 363. ISBN 83-86245-47-6.
- Syndrom tajnych służb. Czas prania mózgów i łamania kości. Wyd. Agencja Wydawnicza CB, Warszawa 1999, s. 363. ISBN 83-86245-66-2.
- Czas generałów. W. Jaruzelski tego nigdy nie powie. Wyd. Agencja Wydawnicza CB, Warszawa 2000, s. 427. ISBN 83-86245-77-8.
- Tytani zbrodni. Wielka polityczna sierota. Wyd. Agencja Wydawnicza CB, Warszawa 2000, s. 373. ISBN 83-86245-76-X.
- Kim jest Putin? Wielki blef generałów. Wyd. Agencja Wydawnicza CB, Warszawa 2000, s. 377. ISBN 83-86245-83-2.
- W. Jaruzelski. Ból władzy. Wyd. Agencja Wydawnicza CB, Warszawa 2001, s. 276. ISBN 83-86245-42-5.
- Byłem gorylem Jaruzelskiego. Mówi szef ochrony generała i inni... Wyd. Agencja Wydawnicza CB, Warszawa 2001, s. 285. ISBN 83-86245-42-5.
- Requiem dla generała. Wyd. Agencja Wydawnicza CB, Warszawa 2001, s. 300. ISBN 83-86245-93-X.
- Krucjata generałów. Wyd. Agencja Wydawnicza CB, Warszawa 2002, s. 317. ISBN 83-86245-84-0.
- W sieci teczek. Cele i sposoby działania tajnych służb PRL w świetle dokumentów. Wyd. Agencja Wydawnicza CB, Warszawa 2005, s. 252. ISBN 83-7339-042-1.
- As CIA i... W kręgu donosów, mitów i faktów o Ryszardzie pułkowniku Kuklińskim. Wyd. Agencja Wydawnicza CB, Warszawa 2015, s. 210 ISBN 978-83-7339-126-0.

### Seria „Superagenci XX Wieku”
- Józef podpułkownik Światło in flagranti... Wyd. Ex libris, Chicago-Warszawa 2003, s. 352. ISBN 83-89351-66-8.
- Portret z kanalią Wyd. Agencja Wydawnicza CB, Warszawa 2018, s. 512. ISBN 978-83-7339-213-7.